# Primulina glandulosa
Primulina glandulosa là một loài thực vật có hoa trong họ Tai voi (Gesneriaceae). Loài này có ở Quảng Tây (Trung Quốc); được D.Fang, L.Zeng & D.H.Qin mô tả khoa học đầu tiên năm 1993 dưới danh pháp Chiritopsis glandulosa. Năm 2011, Yin Z.Wang chuyển nó sang chi Primulina. Loài này có một thứ được công nhận là Primulina glandulosa var. yangshuoensis (F. Wen, Yue Wang & Q.X. Zhang) Mich. Möller & A. Weber, 2011, đồng nghĩa: Chiritopsis glandulosa var. 
yangshuoensisF. Wen, Yue Wang & Q.X. Zhang